# Rue Barthélemy
La rue Barthélemy est une rue du 15e arrondissement de Paris.

## Origine du nom
La rue doit son nom à Joseph Anicet Barthélemy (1758-1819), un membre du Conseil général de la Seine en 1817, administrateur des Hôpitaux civils de Paris et président de la chambre de commerce de Paris.

## Historique
Cette voie a été ouverte en 1820 et numérotée par arrêté du 23 septembre 1902.
Elle ne doit pas être confondue avec le passage Barthélemy situé dans le 10e arrondissement.